# Ernst Løffler
Ernst Conrad Abildgaard Løffler, född 28 februari 1835 i Köpenhamn, död 1 augusti 1911, var en dansk geograf, bror till J.B. Løffler.

## Biografi
Løffler hade först tänkt bli konstnär, men efter att 1854 ha blivit student, inriktade han sig helt på geografin och dess hjälpvetenskaper. Efter detta ämne vid denna tidpunkt inte fanns representerat som självständigt ämne vid Köpenhamns universitet, studerade han under Johan Georg Forchhammers ledning geognosi, och avlade 1859 magisterkonferens i fysisk geografi.
Han företog därefter studieresor i Alperna, Frankrike och Italien (samt senare bland annat Ryssland och Nederländerna) och disputerade 1866 för doktorsgraden på en geologisk avhandling. Samtidigt började han att som privatdocent föreläsa i geografi vid universitetet med målsättning att dels ge detta ämne en egen lärostol, dels upprättandet av geografin som skolämne på vetenskaplig grund.
År 1876 utkom hans kända Haandbog i Geografien (tredje upplagan 1883-85), och senare publicerade han åtskilliga avhandlingar om geografins metod och dess förhållande till hjälpvetenskaperna. Han var starkt påverkad av Alexander von Humboldt och Carl Ritter och av de dåtida ansträngningarna runtom i Europa att ge förnya geografin. Inom Danmark var han främst en arvtagare till Joakim Frederik Schouw, då han betraktade geografin som främst en naturvetenskap. Han hävdade även att det krävs en etnografisk grundsyn för att framställa människolivets olika former, såväl som dess förhållande till den omgivande naturen.
År 1883 anställdes Løffler som docent i geografi vid universitetet och samtidigt upptogs geografin som självständigt ämne i den då inrättade skolämbetsexamen. År 1888 utnämndes han till e.o. professor och 1898 till slut ordinarie professor i ämnet, varigenom han nådde det mål han hade uppställt i unga år. Från 1894 och fram till sin död var han medarbetare i Ernst Behms "Geographische Jahrbuch". Han blev ledamot av Vetenskaps- och vitterhetssamhället i Göteborg 1905 och av Fysiografiska sällskapet i Lund 1906.

## Övriga skrifter i urval
- Lærebog i Geografi (1864)
- Haandbog i Geografi (1876)
- Quelques réflexions sur les études géographiques (1879)
- Vinelands excursions of the ancient scandinavians (Amerikanistkongress 1883)
- Omrids af Geografien (1898)
- Die Geographie als Universitätsfach (1899)